# Iaai
Iaai és una àrea tradicional de Nova Caledònia situada a l'illa d'Ouvéa, a les Illes Loyauté. Dona el seu nom a la llengua melanèsia parlada per poc més de 1.500 persones. L'altra llengua parlada a la zona, el faga uvea, és una llengua polinèsia parlada encara per unes 1.000 persones. Els presidents del Consell Tradicional han estat:
- 1999 - 2002: Ambroise Doumaï (gran cap de Mouli).
- 2002 - 2005: Daniel Nekelo (gran cap de Saint Joseph)
- 2005 - 2008: Ambroise Doumaï (gran cap de Mouli)
- 2008 - : Auguste Daoumé (del districte de Fayaoué)